# Csemernica
Csemernica (horvátul: Čemernica) falu Horvátországban Verőce-Drávamente megyében. Közigazgatásilag Verőcéhez tartozik.

## Fekvése
Verőce központjától 4 km-re délkeletre, Nyugat-Szlavóniában, a Drávamenti-síkság szélén, a 2-es számú, drávamenti főút és a Zágráb-Eszék vasútvonal mentén fekszik.

## Története
Csemernica még pusztaként a 19. században keletkezett a Jankovich család birtokán. Lakói többségben magyarok voltak. Az I. világháború előtt már magyar tannyelvű ún. Julián-iskolája is volt, melynek tanítója 1914-ben Hochholzer József volt. Az iskolában népkönyvtár és ifjúsági könyvtár is működött. Lakosságát csak 1953-ban számlálták meg önállóan először, amikor 160-an lakták. Mai arculata 1955 körül alakult ki, amikor a horvát Zagorje területéről új betelepülő családok érkeztek. 1972-ben a Dráva elöntötte Lanka-Lešovo települést, melynek lakói kárpótlásul ugyancsak itt kaptak földeket. A lakosság száma főként a megyeszékhely közelsége miatt ezután is dinamikusan emelkedett. 1987-ben felépítették a Keresztelő Szent János templomot. Még ez évben elkezdték a közösségi ház építését is, mely végül 2013-ban fejeződött be. 1991-ben 510 főnyi lakosságának 78%-a horvát, 14%-a szerb nemzetiségű volt. Kialakították a területi iskolát, melybe ma mintegy 30 diák jár. Játszóteret építettek és rendezték az iskola környékét. 2007-ben kiépítették a csatornahálózatot. 2011-ben falunak 653 lakosa volt.

## Lakossága
| Lakosság változása | Lakosság változása | Lakosság változása | Lakosság változása | Lakosság változása | Lakosság változása | Lakosság változása | Lakosság változása | Lakosság változása | Lakosság változása | Lakosság változása | Lakosság változása | Lakosság változása | Lakosság változása | Lakosság változása | Lakosság változása |
| ------------------ | ------------------ | ------------------ | ------------------ | ------------------ | ------------------ | ------------------ | ------------------ | ------------------ | ------------------ | ------------------ | ------------------ | ------------------ | ------------------ | ------------------ | ------------------ |
| 1857               | 1869               | 1880               | 1890               | 1900               | 1910               | 1921               | 1931               | 1948               | 1953               | 1961               | 1971               | 1981               | 1991               | 2001               | 2011               |
| 0                  | 0                  | 0                  | 0                  | 0                  | 0                  | 0                  | 0                  | 0                  | 160                | 216                | 264                | 322                | 510                | 671                | 653                |

(1953-tól 1971-ig településrészként, 1981-ben részben Verőce részeként, 1991-től önálló településként.)

## Nevezetességei
Keresztelő Szent János tiszteletére szentelt római katolikus temploma 1987-ben épült.

## Oktatás
A településen már a 20. század elején működött Julián-iskola. Elemi iskolája ma is működik.